# كتباغ
كتباغ هي بلدة في مقاطعة يكباغ في ولاية قشقداريا في أوزبكستان.